# 魯永清
魯永清（1443年—？），字端本，湖廣黃州府蘄水縣人，軍籍，明朝政治人物。

## 生平
湖廣鄉試第十六名舉人。成化十七年（1481年）中式辛丑科會試第二百四十九名，三甲第一百一十四名進士。官大理寺右評事。

## 家族
曾祖魯思興；祖父魯友才；父魯鋼，母彭氏；繼母胡氏。慈侍下。